# Playa de Penarronda
La playa de Penarronda está situada entre los concejos de Castropol y Tapia de Casariego en Asturias, España, al lado del pueblo Santa Gadea, en la localidad de Barres.
Forma parte de la Costa Occidental de Asturias y presenta protección medioambiental por estar catalogada como Monumento natural, ZEPA y LIC.

## Descripción

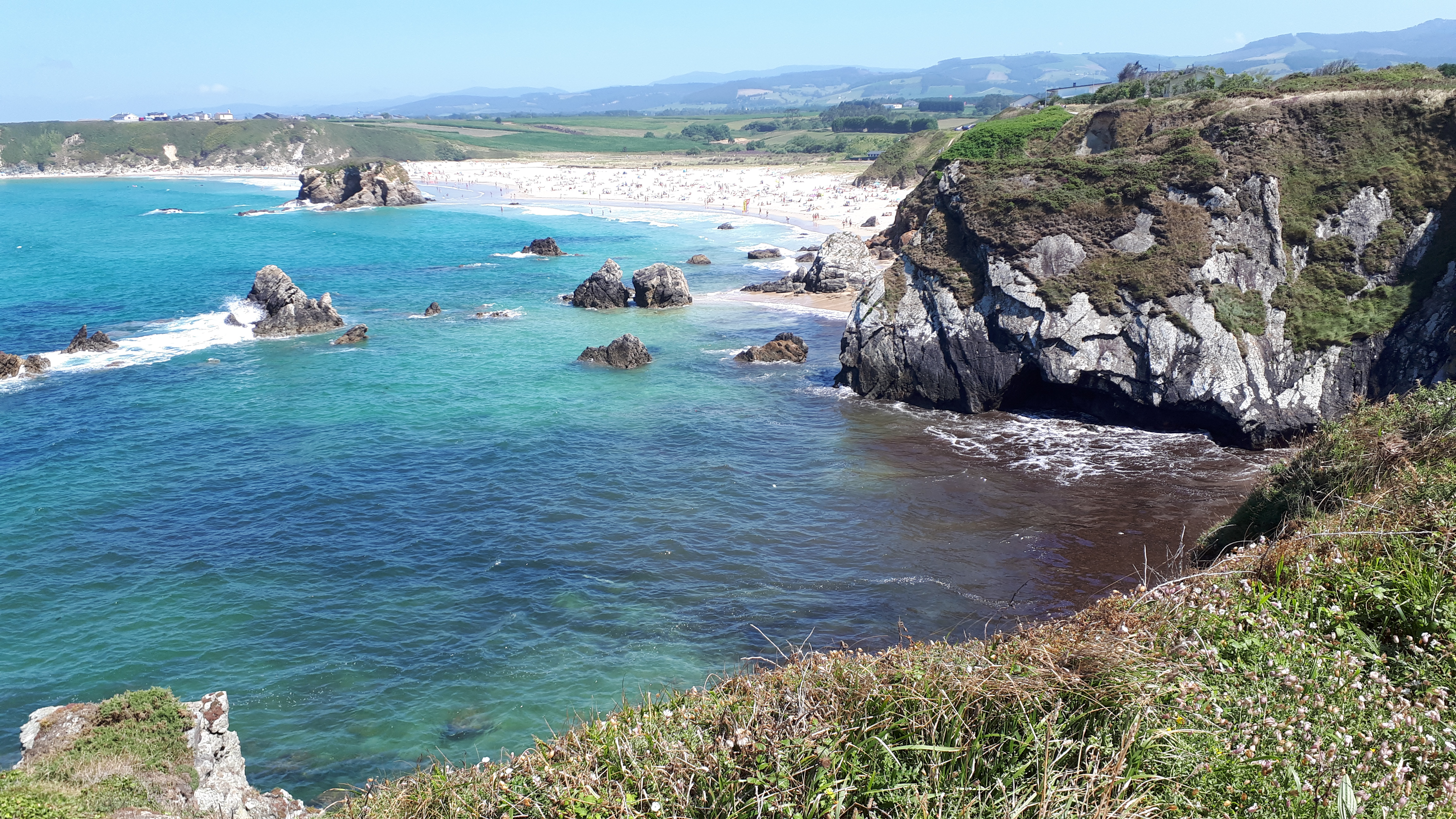
Playa del concejo de Castropol.

Se trata de una playa de 600 metros de longitud, enclavada entre dos acantilados (La Robaleira y la Punta del Corno) y en la cual desemboca el arroyo de Penarronda o río Dola que la divide en dos. La anchura media es de 315 metros. Su entorno es rural y la peligrosidad es media. Los fines de semana tiene afluencia masiva. El acceso, también para los vehículos, es fácil, menos de 500 metros de la playa. La actividad óptima es el surf por lo que está clasificada como «Categoría 2».

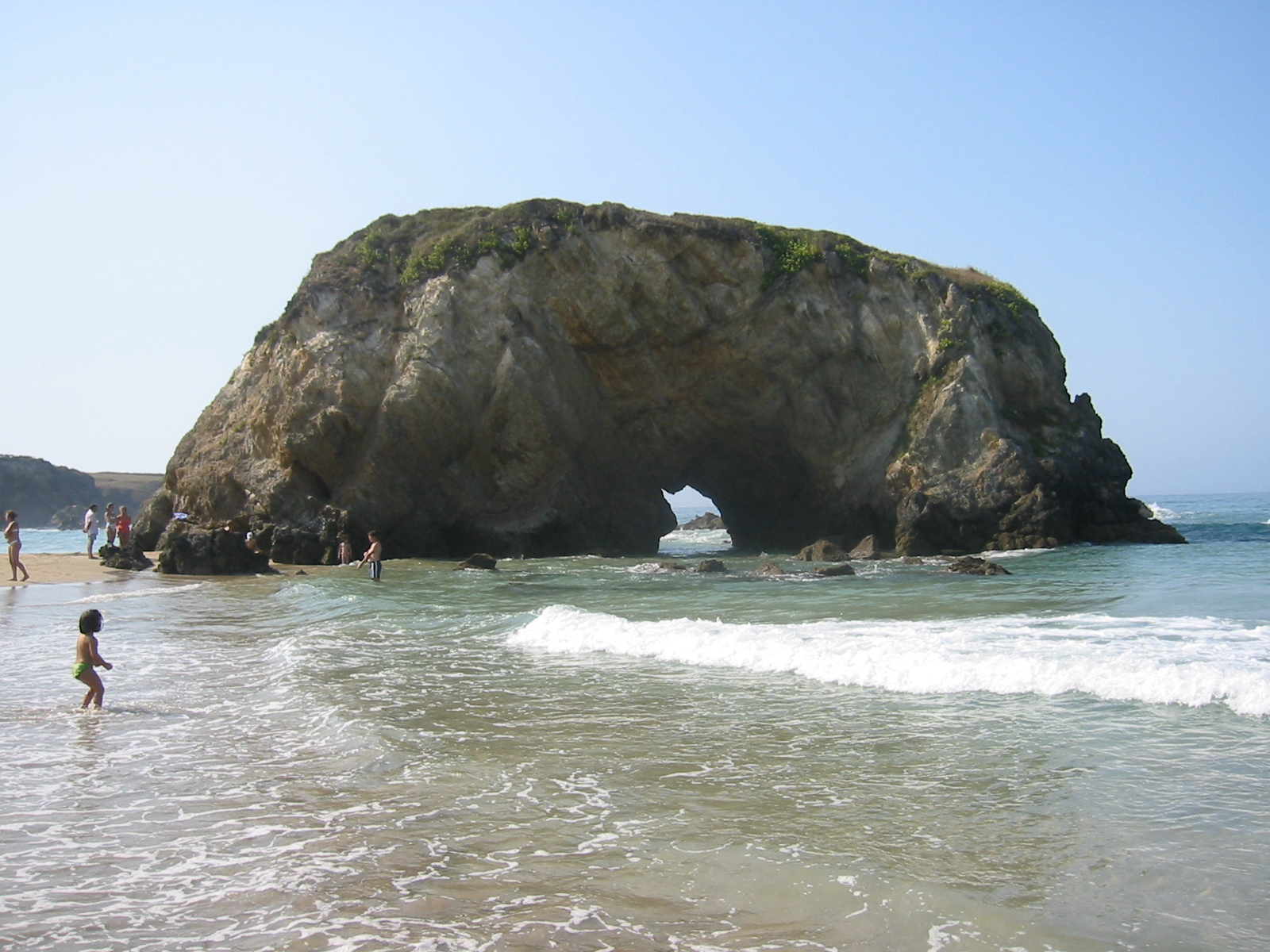
Otra vista de la playa.

Es la playa más extensa del concejo y la más visitada, ya que está perfectamente indicado su acceso desde la N-634. En el centro del arenal está la llamada y bien conocida «Pedra Castelo». Es la única zona de las costas asturianas donde sobrevive el «Malcolmia littorea» o alhelí de mar, además de ser una zona de nidificación del ostrero euroasiático.
La superficie protegida asciende a 34 ha, y su riqueza proviene de las dunas que forman gran parte del espacio protegido y que son difíciles de encontrar en el norte, lo que da una riqueza de vegetación y fauna característica de este hábitat.
Fue declarada monumento natural el 3 de octubre de 2002.